# Leucèmia mieloide crònica
La leucèmia mieloide crònica (LMC), també coneguda com a leucèmia granulocítica, leucèmia mielocítica o leucèmia mielògena, cròniques, és un càncer de les cèl·lules blanques de la sang. És una forma de leucèmia caracteritzada per l'augment sense control de les cèl·lules mieloides predominantment en la medul·la òssia i l'acumulació d'aquestes cèl·lules en la sang. Té una incidència de 1-2 casos per 100,000 adults. La LMC és un trastorn de la clonació en les cèl·lules mare de la medul·la òssia en la qual es troba una proliferació de granulòcits madurs (neutròfils, eosinòfils i basòfils) i els seus precursors. L'enzim ADAR1 (implicat en la gènesi d'altres neoproliferacions malignes), és el responsable de mantenir la clonació anòmala de les cèl·lules mare leucocitàries. La LMC és un tipus de malaltia mieloproliferativa associada amb una translocació cromosòmica característica anomenada el cromosoma Filadèlfia. Aquesta translocació consisteix en el fet que parts de dos cromosomes, el 9 i el 22 (translocació 9-22), intercanvien les seves posicions. El resultat és que la part 5 del gen de regió de fractura (en anglès: Breakpoint Cluster Region o BCR) del cromosoma 22 (regió q11) es fusiona amb la part 3 del gen ABL del cromosoma 9 (regió q34). El gen ABL agafa el seu nom d'un virus (el virus Abelson) causant d'un tipus determinat de leucèmia i precursor d'una proteïna similar a la que produeix aquest gen. El resultat de dita fusió és el gen BCR/ABL, el qual té tres variants que es diferencien per les característiques de la seqüència fusionada del gen BCR, cadascuna d'elles relacionada amb un tipus diferent de leucèmia humana.
Ocasionalment, utilitzant el mètode d'hibridació in situ per fluorescència, es detecten en casos de LMC cromosomes Filadèlfia "críptics" (amb alteracions no observables amb la tècnica de bandes GTG) causats per translocacions inusuals, les quals poden afectar la resposta de la malaltia als tractaments. A més de la PCR en temps real, també s'utilitza el cariotipat per diagnosticar i controlar la LMC. Dites tècniques de cariotipat -avui dia molt perfeccionades- permeten la identificació de noves i complexes variacions de la translocació clàssica, presents en un 5–8% de tots els casos de LMC.
Fou la primera malaltia humana que es va associar amb una anormalitat citogenètica específica. El nom de "cromosoma Filadèlfia" es deu al fet que la translocació fou descoberta l'any 1960 per dos científics d'aquesta ciutat dels EUA, Peter Nowell (Universitat de Pennsilvània) i David Hungerford del Fox Chase Cancer Center. Cal esmentar que existeix un subtipus molt especial de neoplàsia mielodisplàstica/mieloproliferativa anomenada LMC atípica, la qual té una incidència de 1-2 casos/100 presumptes LMCs i es caracteritza per ser cromosoma Filadèlfia-negativa, encara que presenta moltes característiques analítiques i clíniques comunes amb la genuïna LMC. En les extensions de sang perifèrica s'aprecien neutròfils anormals, amb una cromatina agrupada d'una forma particular en nuclis irregularment compactats i un citoplasma hipergranular, en un context de disgranulopoesi molt accentuada. La LMC atípica té un pronòstic funest, amb un baix índex de supervivència a curt termini. L'únic tractament de la malaltia és el trasplantament de cèl·lules mare hematopoiètiques al·logènic.
No existeixen associacions familiars en la LMC. El risc de desenvolupar-la no és major en bessons monozigòtics o en descendents directes de malalts amb la malaltia. No s'ha trobat cap relació entre la LMC i l'exposició a benzè o altres hidrocarburs, fertilitzants o insecticides. No és una leucèmia secundària que aparegui freqüentment després de tractar altres càncers amb fàrmacs alquilants i/o radioteràpia convencional. Les radiacions ionitzants (RIs) a dosis altes (accidents nuclears, irradiació perllongada terapèutica en cas d'espondilitis anquilosant o cáncer uterí) augmenten les possibilitats d'aparició. Les persones diagnosticades de LMC després de patir els efectes de l'accident de Txernòbil no presentaren un índex d'aberracions cromosòmiques addicionals augmentat i el patró del gen BCR/ABL fou similar al dels subjectes amb LMC sense exposició a RIs. S'observà, però, un alt nombre de resistències a la medicació amb ITCs entre els malalts afectats directament per les RIs en relació als malalts d'un grup de control no irradiats. Es va produir un cas de LMC en una persona que patia la síndrome de l'oli tòxic. S'han descrit alguns casos d'aparició de LMC després d'un trasplantament parcial de fetge de donant viu. La patogènesi del procés no es coneix completament, però els especialistes creuen que l'acció dels agents immunosupressors -utilitzats per evitar els fenòmens de rebuig- sobre els mecanismes de leucohemogènesi de persones amb trets cromosòmics particulars podria ser un dels factors causals.
La LMC ara es tracta majoritàriament amb uns fàrmacs específics anomenats inhibidors de la tirosina-cinasa (ITC), com Glivec (imatinib), Sprycel (dasatinib), Tasigna (nilotinib) o Bosulif (bosutinib); els quals han aconseguit una gran millora en les taxes de supervivència a llarg termini (arribant al 95,2%), ja des de la introducció de Glivec el 2001. Aquests fàrmacs han revolucionat el tractament d'aquesta malaltia i han permès que la majoria dels pacients tinguin una bona qualitat de vida en comparació amb els antics medicaments de quimioteràpia. Gràcies a l'imatinib, i a banda de l'existència de comorbiditats o hàbits tòxics, els estudis de seguiment durant 10 anys demostren que avui dia l'esperança de vida dels malalts amb LMC és quasi similar a la de la població general. Eventualment, la teràpia amb imatinib de la LMC ocasiona el desenvolupament d'una hepatitis aguda, amb unes característiques histològiques particulars, i que pot evolucionar cap a un fracàs hepàtic tributari de trasplantament. Moltes d'aquestes hepatitis tòxiques, però, acostumen a remitir després de la suspensió del tractament amb dit ITC i l'administració de prednisolona. En certs pacients s'ha produït la reactivació d'una hepatitis vírica, en especial del tipus B, o d'una tuberculosi. En un molt petit nombre de persones amb aquesta leucèmia i medicades prèviament amb interferó-α, el fàrmac ha originat una neuropatia perifèrica progressiva. Un altre efecte secundari particular, en aquest cas poc important i que no necessita tractament, és una hiperpigmentació selectiva ocasional del paladar dels pacients tractats amb imatinib. Els malalts de LMC amb determinats factors de risc cardiovascular poden presentar problemes seriosos en ser tractats amb ITCs, per això és convenient establir mesures preventives i controls especials. Un grup d'especialistes europeus ha publicat un ampli treball conjunt amb recomanacions per minimitzar o evitar en la mesura del possible els efectes adversos dels ITCs en pacients amb aquest tipus de leucèmia. Aquesta teràpia comporta algunes contraindicacions medicamentoses, com ara l'ús d'inhibidors de la bomba de protons o de compostos que provoquin un allargament de l'interval QT. En els EUA, s'ha observat una major freqüència de càncers secundaris (de tiroide, pulmó o pròstata, per exemple) en els malalts tractats amb ITCs que la que correspon a la població general. Si bé la causa d'aquest fenomen no es coneix amb claredat, el diagnòstic de dits càncers poc després del de la LMC suggereix que el seu origen es relacionable amb el procés leucèmic i no amb la medicació. En casos avançats de LMC, resistents als ITCs, combinar aquests medicaments amb decitabina (un agent hipometilizant) pot millorar els resultats terapèutics. Unes qüestions encara no ben definides són el moment adequat per cessar el tractament amb ITCs en aquests malalts i els criteris a seguir per fer-ho, per tal d'assegurar una remissió segura i sense risc de continuació de la LMC. Aquesta teràpia no està exempta de complicacions i −de vegades− s'ha d'avaluar el risc d'aparició de problemes iatrogènics i la repercussió d'aquests sobre les possibilitats de supervivència a llarg termini, almenys en determinats grups de malalts amb malignitats secundàries.
En general, la resposta al dasatinib i el nilotinib dels malalts de LMC en fase crònica resistents o intolerants a l'imatinib és bona (un ~50% presenten una resposta citogenètica complerta i un ~40% una resposta molecular major, requisits necessaris per aconseguir la discontinuació del tractament). De forma aïllada, s'ha descrit algun cas de rabdomiòlisi greu (dany generalitzat de les fibres musculars) en pacients VIH+, secundari al tractament amb dasatinib.
El bosutinib acostuma a emprar-se en malalts que presenten intolerància o manca de resposta a dos o més ITCs diferents o amb patologies cardiovasculars o respiratòries concomitants. Per tal de minimitzar els efectes adversos, cal ajustar la dosi diària del fàrmac en funció dels resultats de controls periòdics de la seva concentració plasmàtica. Un d'aquests efectes, poc habitual i que també es veu en malalts medicats amb altres agents quimioteràpics, és la fol·liculitis perforant. En algun pacient tractat amb bosutinib ha aparegut, com a reacció adversa rara, una granulomatosi intersticial cutània, resolta amb corticoides tòpics.
Un ITC de segona generació, el radotinib, ha estat aprovat a alguns països per tractar la fase mielocitària de la malaltia. Ara per ara, s'estudia com relacionar una dosi segura de radotinib amb la resposta dels pacients. S'ha observat l'aparició de nevus displàsics en malalts sotmesos a teràpia amb aquest ITC.
Des de fa més d'una dècada es desenvolupen estratègies seqüencials que estudien l'acció terapèutica conjunta dels ITCs i nous fàrmacs, com ara els inhibidors del proteasoma (per exemple, el bortezomib, emprat en el tractament del mieloma múltiple i del limfoma de cèl·lules del mantell -un tipus de càncer poc habitual i de pronòstic molt dolent derivat dels limfòcits B- i que destrueix les cèl·lules tumorals per inhibició selectiva i reversible del proteasoma 26S) i els medicaments immunomoduladors. Per augmentar l'eficàcia contra la LMC del bortezomib i disminuir alhora la seva toxicitat s'ha dissenyat una presentació liposomal que fa possible un millor control de l'alliberament de la substància, amb resultats satisfactoris in vivo i in vitro.
En alguns casos de resistència, intolerància o mala resposta a la medicació, pot ser necessari el trasplantament de progenitors hematopoiètics o emprar ITCs alternatius de darrera generació (ponatinib). El ponatinib ha demostrat ser eficaç en pacients amb LMC refractària, però s'associa amb un increment del risc d'hipertensió i de fenòmens tromboembòlics. Presenta interaccions no desitjades amb diversos inhibidors del citocrom p4503A, com ara el ketoconazole, la claritromicina, el ritonavir, o la nefazodona, per exemple. Per aquest motiu, sempre s'ha d'avaluar el seu ús de forma individual i en funció de les comorbilitats existents. Ara per ara, només un 1% dels malalts amb LMC -tractats correctament- moren per causes relacionades amb la progressió de la leucèmia. Un derivat sintètic de la curcumina, el C817, inhibeix in vitro la proliferació de cèl·lules imatinib-resistents de certes formes de la LMC, encara que no ha estat comprovada per mitjà d'assajos clínics la seva eficàcia.
Avui dia, l'estudi del polimorfisme de nucleòtids simples a determinades regions reguladores dels gens SLC22A4 i SLC22A5 ajuden a predir la resposta dels malalts al tractament amb ITCs. També, la determinació de la fosfoproteïna CRKL amb citometria de flux ajuda a identificar, una vegada fet el diagnòstic, als malalts que desenvoluparan un resposta inadequada durant la teràpia amb imatinib. Els nivells de certes tirosina-fosfatases (uns enzims del grup de les hidrolases), anomenades PTPRG i PTPRC, modifiquen de forma oposada (positiva o negativa) l'acció del nilotinib sobre les cèl·lules de LMC, un fenomen que té un potencial valor pronòstic i ser d'utilitat pràctica per optimitzar la teràpia amb ITCs.
En casos avançats, pot aparèixer una hipercalcèmia, que és un signe de mal pronòstic. Dita hipercalcèmia es manifesta radiològicament en forma de lesions lítiques als ossos o de focus múltiples d'hipercaptació del radiotraçador en les gammagrafies òssies, que indiquen l'existència d'un procés osteoclàstic generalitzat. Gairebé sempre, la causa d'això és la destrucció òssia per les cèl·lules leucèmiques; rares vegades, però, és resultat d'una producció ectòpica d'hormona paratiroidal.
Al nostre entorn, la presentació de la LMC ha augmentat i és similar a la d'altres països europeus. La comparació amb estudis anteriors indica que, majoritàriament, es presenta de forma asimptomàtica, sense esplenomegàlia, amb menor leucocitosi i en fases de millor pronòstic. Ocasionalment, pot debutar amb pneumònies de repetició (que emmascaren la causa de la leucocitosi), MPOC i fibril·lació auricular. En un 5%–10% de LMCs, el primer símptoma de la malaltia és algun tipus de trastorn visual, habitualment provocat per hemorràgies a la retina; una manifestació inicial que es considera un factor que empitjora la prognosi del malalt. Aquesta forma de retinopatia pot millorar amb la pràctica d'una leucoafèresi. De forma poc freqüent, es presenta un priapisme derivat quasi sempre de fenòmens de dipòsit o d'aglutinació de cèl·lules leucèmiques als cossos cavernosos i venes dorsals del penis. Només un 20% de tots els casos de priapisme es deuen a alteracions hematològiques neoproliferatives i de dit percentatge un 50% apareix en homes afectes de LMC. El tractament més usual és l'aspiració cavernosa, acompanyada d'irrigacions de fenilefrina (una substància simpaticomimètrica) i heparina; si bé de vegades por ser necessària una derivació quirúrgica vascular. Una teràpia que també s'utilitza en aquests casos per reduir la viscositat hemàtica és la leucoafèresi (depleció mecànica dels glòbuls blancs).
Algunes LMCs força inusuals que presenten una monocitosi elevada es poden confondre amb facilitat amb una leucèmia mielomonocítica crònica. En aquest altre tipus de leucèmia la absència de displàsia granulocítica i trombocitopènia es rara, no existeix fusió BCR/ABL i es d'aplicació un tractament distint al de la LMC.
Rarament, apareixen LMCs amb trombocitosi extrema (en la gran majoria de LMCs s'aprecia un nombre de plaquetes normal o lleugerament elevat), amb certa freqüència associades a modificacions inusuals en l'ordenament del gen BCR/ABL.
A Catalunya, té una taxa de supervivència a cinc anys per a homes al voltant del 81% i per a dones al voltant del 86%.

## Epidemiologia
La LMC representa un 15% dels nous casos de leucèmia diagnosticats en adults. Des de l'any 2000, amb la introducció de l'imatinib la mortalitat anyal provocada per la malaltia s'ha reduït del 10–20% al 1–2%. Com a conseqüència de l'augment de la supervivència també ha augmentat la seva prevalença entre la població en general. Als països desenvolupats arriba als 11-15 casos/100.000 habitants (2017) i es previsible un important increment de casos addicionals durant els propers anys.
A l'Estat espanyol (2011) la incidència de LMC era de quasi 14 casos/1.000.000 habitants, sent a principis de la dècada de 2000 entre l'u i el tres per cent de totes les leucèmies infantils.
Les LMCs pediàtriques són relativament infreqüents (menys del 10% de les LMCs), tenen manifestacions de considerable agressivitat i requereixen una estratègia terapèutica específica. La major part es diagnostiquen entre els 11-13 anys i en la fase mielocitària de la malaltia. A causa de la seva raresa són poques les publicacions relacionades amb aspectes concrets del seu tractament i diagnòstic. L'imatinib és el fàrmac d'elecció en aquests pacients, presentant per regla general una bona tolerància. S'ha observat un retard del creixement en alguns individus prepuberals, relacionable amb fenòmens d'hipocalcèmia i hipofosfatèmia induïts per l'ITC.

## Fases de la LMC
+ Fase crònica o mielocitària
Acostuma a mantenir-se durant uns 4 o 5 anys (sense tractament), de vegades amb una fase prèvia sense símptomes. No és rar que es detecti de forma incidental a les anàlisis rutinàries. Als països occidentals, el 90% dels malalts de LMC són diagnosticats a la fase crònica. En cas de ser simptomàtica, es pot apreciar astènia, pal·lidesa, pèrdua de pes, esplenomegàlia o hiperuricèmia. No es palpen adenomegàlies. A l'hemograma es veu una leucocitosi amb menys d'un 2% de blastes, i a moll d'os una proliferació de granulòcits amb formes precursores de mida reduïda i en escassa quantitat.
+ Fase accelerada
D'uns 6-8 mesos de durada. Els factors que promouen les transicions de fase no es coneixen completament, però s'ha observat, per exemple, la presència d'un segon cromosoma Filadèlfia, d'una trisomia del cromosoma 8 o d'una deleció a la proteïna p17. El malalt té febre i dolors osteoarticulars. Les analítiques indiquen un gran nombre de basòfils (per augment dels blastes), anèmia, trombocitopènia i hipereosinofilia. Aquestes alteracions poden comportar infeccions, trombosis i/o hemorràgies.
+ Fase de transformació a leucèmia aguda (crisi blàstica)
S'observa un >20% de blastes a moll d'os. El 80% dels casos en fase de crisi blàstica desenvolupen una leucèmia mieloblàstica aguda (LMA) i el 20% una leucèmia linfoblàstica aguda (LLA), que té millor pronòstic. Els malalts pateixen anèmia greu, infeccions repetides, leucoèstasi, hemorràgies múltiples i trombosis. La proliferació de blastes -en especial els de la línia monoblàstica, a causa de les seves grans dimensions- incrementa la viscositat de la sang i ocasiona lesions de l'endoteli, de manera que alguns pacients en aquesta fase presenten infarts cerebrals que empitjoren el seu pronòstic vital, un fet afavorit per l'escassa capacitat de penetració de l'imatinib i els seus metabòlits en el SNC a través de la barrera hematoencefàlica. La clínica és similar a la d'una leucèmia aguda, fet que obliga a fer el diagnòstic diferencial emprant tècniques de biologia molecular. En aquesta fase, el tractament amb imatinib aconsegueix de vegades el retorn a la fase crònica, però no té un impacte significatiu en el temps de supervivència a llarg termini. En general, dit temps ha augmentat en comparació amb el dels malalts en fase avançada tractats amb les anteriors combinacions quimioteràpiques.

## Darreres investigacions
L'associació de l'inhibidor dual del complex PI3K/mTOR, NVP-BEZ235, amb l'imatinib, indueix l'apoptosi de les cèl·lules de la LMC i augmenta la capacitat de l'imatinib per inhibir el creixement de cèl·lules resistents al tractament. Un derivat de la naftoquinona, el CM363, és capaç -in vivo i in vitro- d'aturar el cicle de les cèl·lules leucèmiques i augmentar la seva apoptosi, evitant els fenòmens de resistència a l'imatinib metasulfonat i actuant amb la mateixa eficàcia contra les cèl·lules malignes imatinib-sensibles i les imatinib-resistents.
En cèl·lules cultivades de LMC, la dihidroartemisinina mostra propietats antitumorals molt semblants a les del tamoxifèn, ja que actua com una substància antiestrògena i regula la diferenciació de les cèl·lules progenitores pluripotents hematopoètiques. Això fa que sigui considerada un agent quimioteràpic potencial contra la LMC.
El compliment correcte de les pautes de medicació indicades i el control molecular (PCR) regular de la malaltia dels malalts en fase crònica s'associen amb un menor risc de progressió de la LMC i de la mortalitat que això comporta.
L'ús de biosensors basats en la transmissió d'energia de ressonància, ajuda a valorar anticipadament la resposta de la LMC als inhibidors de la tirosina-cinasa. L'heterogeneïtat genètica dels gens BCR-ABL1 fusionats comporta canvis significatius en la forma de presentació de la LMC i en la seva progressió. La identificació biomolecular de dites diferències pot ajudar a dissenyar les teràpies més adients per a cada cas. Altres paràmetres que tenen valor predictiu pel que fa a la rapidesa de progressió i la resistència o la bona resposta als ITCs de la malaltia són la densitat vascular i el nombre de dissimilituds en mida i forma dels petits vasos del moll d'os, unes variables que indiquen el grau d'angiogènesi a dita estructura; el qual que pot ser avaluat emprant tincions immunohistoquímiques i procediments d'anàlisi d'imatge en mostres biòpsiques.
Les espècies reactives de l'oxigen semblen tenir un paper important en la mutagènesi del BCR-ABL1, la progressió de la LMC i la seva resistència als ITCs. Les cèl·lules natural killers són un camp d'investigació de gran interès per trobar mètodes d'immunoestimulació a l'hora de plantejar la retirada del tractament amb imatinib. Les noves tècniques d'anàlisi del transcriptoma han permès identificar diferències moleculars en les cèl·lules mare de la LMC, les quals fan possible una millor subtipicació de la malaltia i entendre el comportament resistent de certes poblacions cel·lulars tumorals davant dels tractaments emprats fins ara.
Alguns autors investiguen el paper de les quimiocines del moll d'os (en especial de les proteïnes CXCL12 i CCL3) en la gènesi i comportament de la LMC i apunten la probabilitat que un major coneixement del seu pes etiològic en la formació de noves cèl·lules malignes obri pas a una futura diana terapèutica en la malaltia, partint de les cél·lules precursores del sistema hematopoiètic.
S'han dissenyat nous derivats del 1,3,4-tiadiazole que mostren una alta i específica activitat inhibitòria de la ABL-cinasa present en l'oncogen BCR/ABL expressat en determinades línies cel·lulars de LMC i que tenen un efecte antiproliferatiu preferent sobre elles.
El conjunt de canvis epigenètics observats en l'origen i progressió de la malaltia és molt ampli. Inclou alteracions de l'ADN, del funcionament de les histones, de l'efecte modulador de diferents tipus d'ARNs no codificants o canvis subtils en proteïnes "escriptores" que tenen bromodominis claus. El coneixement de tots aquests mecanismes epigenètics anòmals és del tot necessari per determinar el paper que tenen en l'evolució, pronòstic i resistència als fàrmacs de la LMC i, lògicament, per desenvolupar noves formes de tractament. La identificació de l'increment de determinats marcadors de superfície en les cèl·lules de la LMC durant la fase crònica fa possible explicar la manca de resposta a l'imatinib en certs malalts, els quals podrien potencialment ser tractats amb teràpies basades en anticossos modificats. Un altre punt clau per millorar el tractament de la malaltia és el coneixement de les particulars mutacions que es produeixen en el ABL1 durant l'administració dels ITCs i que alteren l'eficàcia de dits fàrmacs. Aquestes mutacions acostumen a ocórrer a l'inici de la teràpia, durant la fase crònica de la malaltia; de vegades, però, tenen lloc anys després del començament de la medicació amb ITCs.
Un camp de recerca nou és la investigació del paper que tenen les plaquetes en els mecanismes de progressió de la malaltia i els possibles canvis que els tractaments actuals ocasionen en la funcionalitat de dites cèl·lules.
Un grup de científics japonesos ha creat un mètode basat en la transmissió d'energia de ressonància que permet avaluar la resposta dels malalts al dasatinib abans de començar el tractament.
Una línia de treball molt diferent és el desenvolupament de teràpies amb oligonucleòtids antisentit que facin possible el control dels gens relacionats amb la malaltia actuant sobre l'ARN missatger. Per ara, dos procediments d'aquesta naturalesa orientats a la supressió de l'anomalia BCR-ABL1 han arribat a la fase d'assaig clínic.
Ha estat demostrat el important paper que juga la proteïna receptora d'aril hidrocarburs en la gènesi del fenotip mieloproliferatiu propi de la LMC. Aquest fet suggereix que les vies d'acció de dita proteïna són hipotèticament un objectiu vàlid per aconseguir l'erradicació dels progenitors i de les cèl·lules mare que promouen l'oncogenicitat en la LMC, emprant agonistes proteics específics capaços de facilitar l'acció dels ITCs.
La combinació dels estudis in vitro, in vivo i la biologia de sistemes produeix noves formes de recerca orientades a crear teràpies optimitzades contra la LMC.